# Plamen Krumov (calciatore 1985)
Plamen Asenov Krumov (in bulgaro Пламен Асенов Крумов?; Sofia, 4 novembre 1985) è un ex calciatore bulgaro, di ruolo difensore.

## Carriera

### Club
Ha giocato nella prima divisione dei campionati bulgaro, armeno e rumeno.

### Nazionale
Ha giocato nella nazionale bulgara Under-21.